# Arquivo Público do Estado do Maranhão
O Arquivo Público do Estado do Maranhão (APEM) é a primeira e principal instituição arquivística do estado, responsável pela guarda e preservação do maior acervo documental maranhense. Criado originalmente em 1932, o órgão passou por diversas reestruturações e mudanças de vínculo institucional ao longo de sua história, sendo recriado em 1974 e instalado em sua sede definitiva, um casarão do século XIX no centro histórico de São Luís, em 1978.

## Histórico e acervo
O Apem foi criado em 1974 e sua missão institucional, de acordo com o Governo Federal, é recolher, organizar, preservar e divulgar documentos de valor histórico ou permanente, provenientes dos órgãos da administração direta e indireta do estado do Maranhão. O acervo do Apem abrange um período que vai do século XVIII até os dias atuais. Ele é composto por aproximadamente 1,5 km de documentos textuais, incluindo manuscritos, datilografados e impressos, dos períodos Colonial, Imperial e Republicano. Além disso, guarda mapas, plantas, partituras musicais e discos. Este acervo inclui documentos originários do Arquivo da Secretaria do Governo (1728-1914), suas sucessoras (1914-1991), e do Arquivo da Polícia (1842-1963).

## Sede e patrimônio
A sede do Arquivo Público do Estado do Maranhão está localizada na Rua de Nazaré, 218, no Centro Histórico de São Luís. O prédio é considerado um patrimônio histórico e cultural da capital maranhense. Encontra-se em uma área reconhecida como Patrimônio Mundial pela Unesco e é tombado em âmbito federal por seu inestimável valor histórico, arquitetônico e cultural. O edifício foi tombado com a designação "SPPHAP Good Class" em 23 de junho de 1980, e está registrado no Livro de Tombo, fl. nº 02, em 15/10/1980 (nº 07).
O prédio que abriga o Apem enfrenta graves problemas estruturais, como risco de desabamento, infiltrações, ausência de acessibilidade e falhas severas no sistema de prevenção contra incêndios. Laudos técnicos do Corpo de Bombeiros Militar do Maranhão (CBMMA), da Superintendência do Patrimônio Cultural (SPC) e do Instituto do Patrimônio Histórico e Artístico Nacional (Iphan) confirmaram a situação crítica do imóvel, colocando em risco tanto o acervo documental quanto a integridade de servidores e visitantes. Relatórios técnicos desde 2022 já apontavam o risco de incêndio e a ausência de equipamentos de segurança. Intervenções paliativas realizadas pelo governo foram feitas sem autorização do Iphan e não resolveram os problemas estruturais.
Em 2023, o Ministério Público Federal (MPF) propôs uma ação civil pública contra o estado do Maranhão, com pedido de liminar, visando a realização de obras de conservação e restauração do prédio. Em maio de 2025, a Justiça Federal condenou o Estado do Maranhão a adotar medidas urgentes para preservar o edifício. A decisão determinou que o Estado tem 90 dias para regularizar os sistemas de combate a incêndio e pânico, com certificação do Corpo de Bombeiros ou do Iphan. Além disso, deve apresentar, em até 180 dias, um projeto completo de restauração e conservação do imóvel, e, após a aprovação, terá outros 180 dias para executar as obras. Em caso de descumprimento, a decisão prevê uma multa diária de R$ 5 mil, limitada inicialmente a R$ 500 mil. O Iphan acompanhará o cumprimento da decisão judicial. Caso o prédio precise ser interditado para as intervenções, o acervo histórico-documental deverá ser remanejado com segurança para local compatível, garantindo sua preservação e acesso público.
Em janeiro de 2025, o MPF oficiou as Secretarias Estaduais de Infraestrutura e de Cultura do Maranhão cobrando o cumprimento da decisão judicial, pois as providências para regularização dos equipamentos de combate a incêndios e a submissão do projeto de recuperação do imóvel não haviam sido realizadas. A Secretaria de Estado da Cultura do Maranhão (Secma) afirmou que já tomou as providências para solucionar os problemas no prédio e que o projeto está em fase final de análise. Durante as obras, o Apem seria redirecionado temporariamente para o IEMA do Centro